# Hyles hippophaes
Hyles hippophaes és una espècie de lepidòpter ditrisi de la família dels esfíngids (Sphingidae) propi de la regió Paleàrtica.

## Descripció

### Imago
Amplada alar d'entre 60 i 80 mm. De tonalitats variables, normalment marró clar, diferint del verd oliva predominant d'altres espècies del gènere Hyles com Hyles euphorbiae. A l'abdomen presenta quatre taques negres i quatre blanques normalment tapades per les ales posteriors. Cap i tòrax envoltats d'una línia blanca que s'acaba estenent per les ales anteriors. A aquestes s'hi troba també una franja més fosca que acaba a la punta; alguns exemplars tenen la base alar negra. Ales posteriors amb una taca rosada (o groga a la forma crocea) més o menys predominant envoltada de negre.

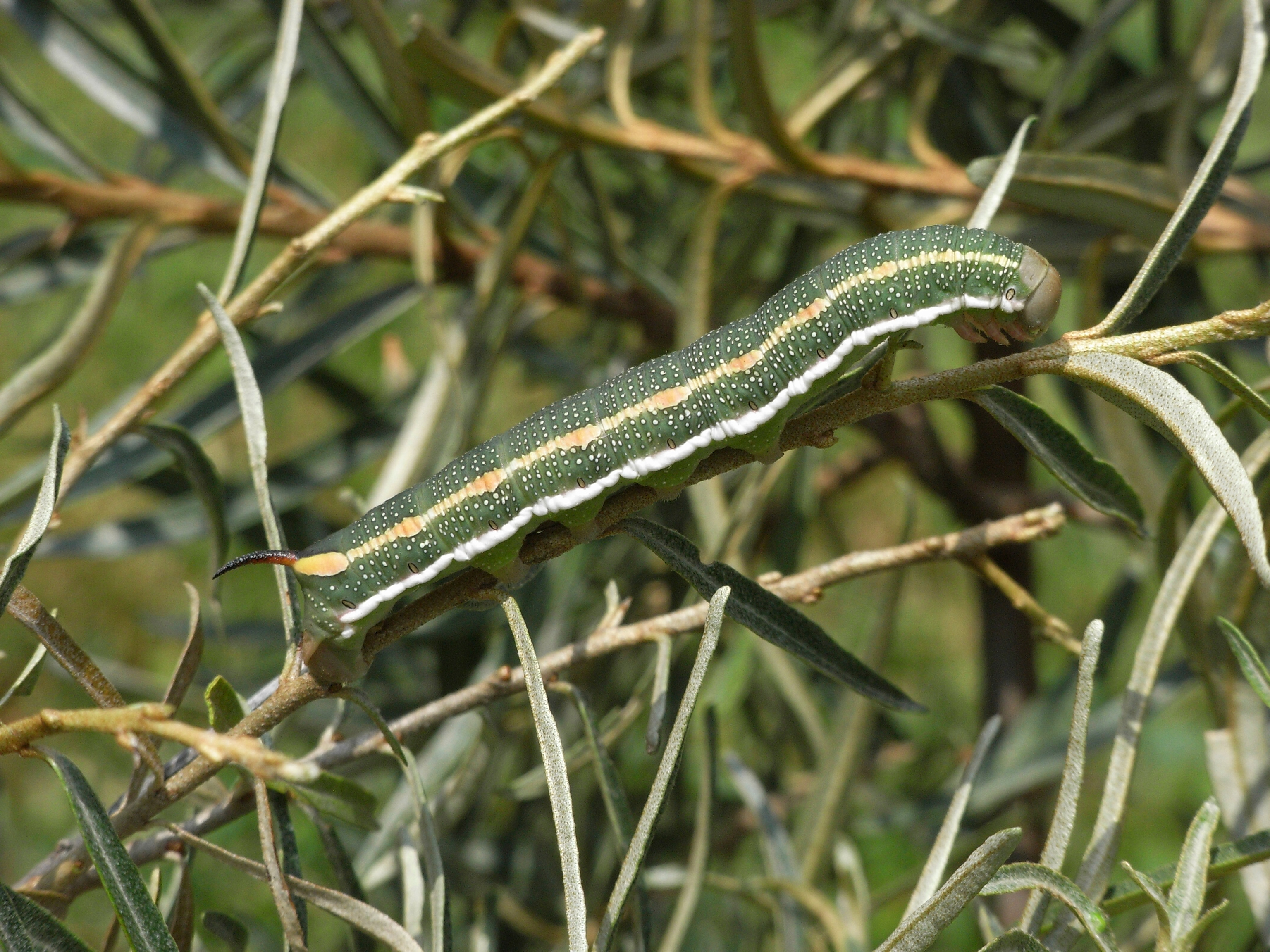
Eruga

### Eruga
Pot arribar als 80 mm. Bastant variable. Cos verd clapejat de blanc amb dues línies laterals blanques per sota els espiracles i dues taques blanques allargades i curtes que surten de l'origen de la cua; en alguns individus aquestes taques segueixen formant dues franges blanques esquitxades per taques rodones color crema.

## Hàbitat
Generalment riberes de riu, valls de muntanya i altres zones muntanyoses on creixi la planta nutrícia. L'eruga a Europa s'alimenta generalment d'Hippophae rhamnoides, acceptant també Elaeagnus angustifolia; a Crimea es pot trobar sobre Elaeagnus argentea. En captivitat accepta altres espècies del gènere Eleaegnus i Epilobium angustifolium.

## Període de vol
Una generació (finals d'abril - principis de juliol) o dues (una segona a l'agost/setembre) depenent de l'altitud i la localitat. Hibernació com a pupa en una cambra subterrània.

## Distribució
Es pot trobar a l'Afganistan, Alemanya, Armènia, l'Azerbaidjan, Xina, Espanya, França, Geòrgia, Grècia, l'Iran, l'Iraq, el Kazakhstan, Kirguizstan, Mongòlia, el Pakistan, Romania, Sèrbia, Suècia, Turquia, Turkmenistan i l'Uzbekistan.

## Altres dades
És parasitada per taquínids, com Exorista fasciata, Exorista larvarum o Masicera sphingivora i solen causar índexs de mortalitat elevats. A vegades es produeix hibridació amb Hyles vespertilio.